# Memoria inmunológica
La memoria inmunitaria o memoria inmunológica
 representa la capacidad del sistema inmunitario para reconocer rápida y específicamente un antígeno que el cuerpo ha encontrado previamente e iniciar la respuesta inmunitaria correspondiente. En general, se trata de respuestas inmunitarias secundarias, terciarias y otras posteriores al mismo antígeno. La memoria inmunitaria es responsable del componente de adaptación del sistema inmunitario, las células T y B especiales —el llamado T de memoria y células B—. Es asimismo la base de la vacunación.

## Desarrollo de la memoria inmunitaria
La memoria inmunitaria ocurre después de una respuesta inmunitaria primaria contra el antígeno. Esta memoria es creada por cada individuo, después de una exposición inicial previa, a un agente potencialmente peligroso. El curso de la respuesta inmunitaria secundaria es similar a la primaria. Después de que la memoria, la célula B reconoce el antígeno, presenta el complejo péptido: MHC II a las células T efectoras cercanas. Eso lleva a la activación de estas células y la rápida proliferación de las células. Después de que la respuesta inmunitaria primaria haya desaparecido, se eliminan las células efectoras de la respuesta inmunitaria. Sin embargo, aún existen anticuerpos creados previamente en el cuerpo que representan el componente humoral de la memoria inmunitaria y constituyen un importante mecanismo defensivo en las infecciones posteriores. Además de los anticuerpos formados en el cuerpo, queda un pequeño número de células T y B de memoria que forman el componente celular de la memoria inmunitaria. Permanecen en el cuerpo en un estado de reposo y en el segundo o siguiente encuentro con el mismo antígeno, estas células pueden responder de inmediato y eliminar el antígeno. Las células de la memoria tienen una larga vida y duran hasta varias décadas en el cuerpo.

## Células B de memoria
Las células B de memoria son células plasmáticas que pueden producir anticuerpos durante mucho tiempo. A diferencia de las células B naive involucradas en la respuesta inmunitaria primaria, la respuesta de las células B de memoria es ligeramente diferente. La célula de memoria B ya ha sufrido expansión clonal y diferenciación y maduración de afinidad, por lo que es capaz de dividirse varias veces más rápido y producir anticuerpos con afinidad mucho mayor (especialmente IgG). En contraste, la célula plasmática naive está completamente diferenciada y no puede ser estimulada por el antígeno para dividir o aumentar la producción de anticuerpos. La actividad de las células de la memoria B en los órganos linfáticos secundarios es mayor durante las primeras 2 semanas después de la infección. Posteriormente, después de 2 a 4 semanas, su respuesta disminuye. Después de la reacción del centro germinal, las células plasmáticas de la memoria se encuentran en la médula ósea, que es el sitio principal de producción de anticuerpos dentro de la memoria inmunitaria.

## Células T de memoria
Las células T de memoria pueden ser CD4+ y CD8+. Estas células T de memoria no requieren una estimulación adicional de antígeno para proliferar; por lo tanto, no necesitan una señal vía MHC. Las células T de memoria se pueden dividir en dos grupos funcionalmente distintos según la expresión del receptor de quimiocinas CCR7. Esta quimiocina indica la dirección de la migración hacia órganos linfáticos secundarios. Esas células T de memoria que no expresan CCR7 (que son CCR7-) tienen receptores para migrar al sitio de la inflamación en el tejido y representan una población inmediata de células efectoras. Estas células se denominaron células T efectoras de memoria (TEM). Después de la estimulación repetida, producen grandes cantidades de IFN-γ, IL-4 e IL-5. En contraste, las células T de memoria CCR7 + carecen de función proinflamatoria y citotóxica, pero tienen receptores para la migración de los ganglios linfáticos. Estas células se denominaron células T de memoria central (TCM). Estimulan eficazmente las células dendríticas y, después de una estimulación repetida, son capaces de diferenciarse en las células T de memoria efectora CCR7. Ambas poblaciones de estas células de memoria se originan a partir de células T naive y permanecen en el cuerpo durante varios años después de la inmunización inicial.

## Nota
1. ↑  Se recomienda precaución con el uso impropio de «inmunológico» con el sentido de → inmunitario, -ria, frecuente entre médicos.[2]